# 1985 aux Territoires du Nord-Ouest
Chronologie des Territoires du Nord-Ouest
- 1981
- 1982
- 1983
- 1984
- 1985
- 1986
- 1987
- 1988
- 1989

Cette page concerne des événements d'actualité qui se sont produits durant l'année 1985 dans le territoire canadien des Territoires du Nord-Ouest.

## Politique

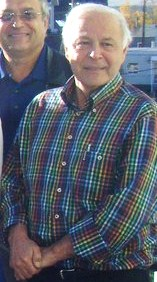
Nick Sibbeston

- Premier ministre : Richard Nerysoo puis Nick Sibbeston
- Commissaire :
- Législature :

## Décès
- 16 mars : Edward William Shore, surnommé Eddie Shore, (né le 25 novembre 1902) est un joueur professionnel puis un entraîneur de hockey sur glace.